# Data de groove
Data de groove is het zesde studioalbum van de Oostenrijkse muzikant Falco.

## Geschiedenis
In tegenstelling tot de voorgaande drie albums was Data de groove weer een samenwerking met producent Robert Ponger, in plaats van Bolland & Bolland, waarmee Falco zijn grootste hits heeft gehad. Data de groove verscheen in 1990. Het album is een hommage aan het computertijdperk en kwam tot een elfde plaats in de Oostenrijkse hitlijsten. Het album heeft een beperkte oplage, alleen uitgegeven in 1990, wat het tot een zeldzaam exemplaar maakt. In februari 2016 kwam het album echter beschikbaar op iTunes. en Spotify.
Ter promotie zijn twee singles uitgegeven: Data de groove en Charisma Kommando.

## Nummers
1. Neo nothing - Post Of All - 4:45
2. Expocityvisions - 4:08
3. Charisma Kommando - 4:47
4. Tanja P. nicht Cindy C. - 3:35
5. Pusher - 4:25
6. Data de groove - 4:38
7. Alles im Liegen - 5:04
8. U.4.2.P.1. Club Dub - 3:41
9. Bar minor 7/11 (Jeanny Dry) - 3:45
10. Anaconda 'mour - 0:57